# Talisman de Charlemagne

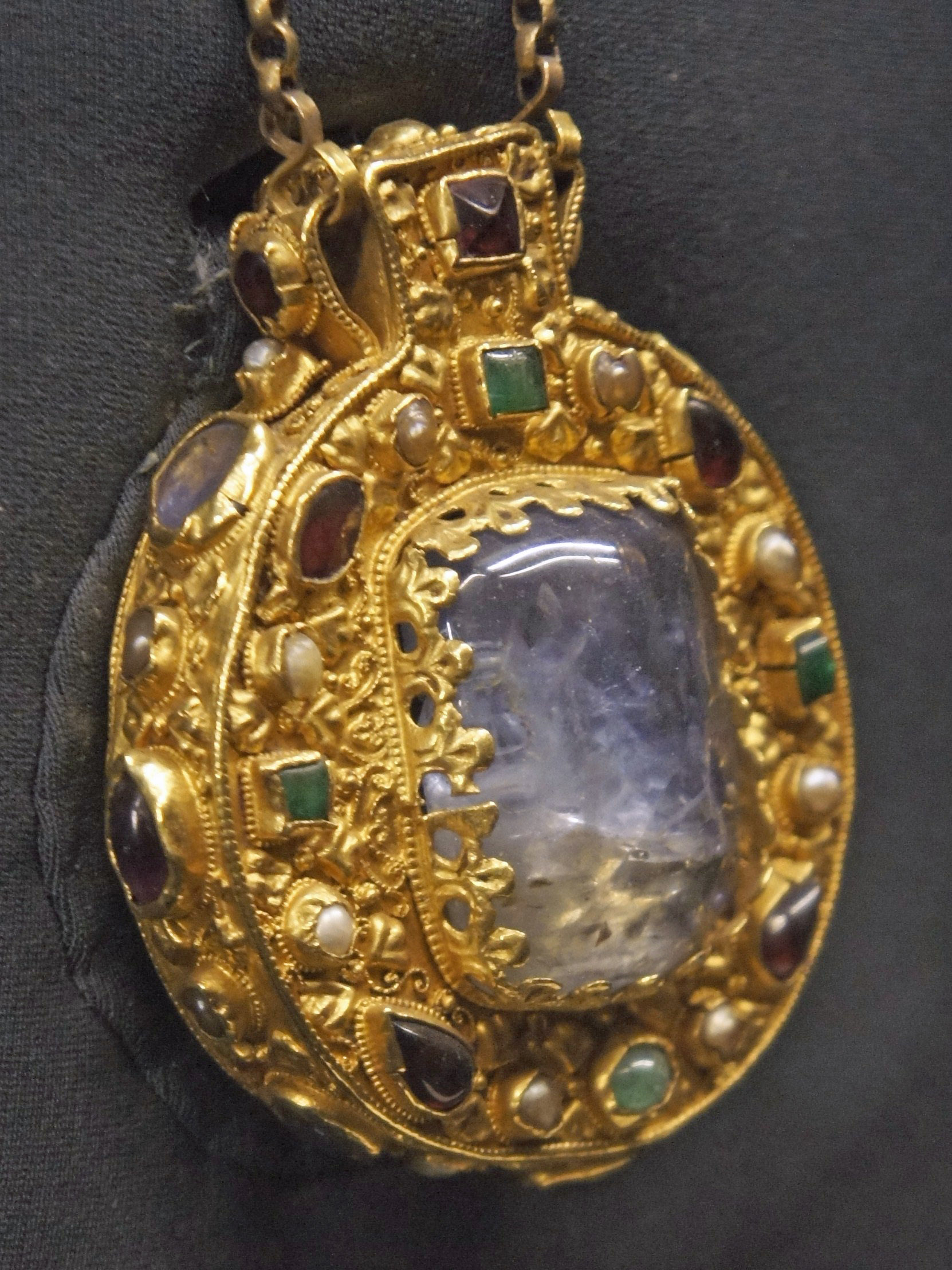
Le talisman du côté portant un saphir.

Le talisman de Charlemagne est un reliquaire portatif ou encolpion du IXe siècle. Il fait partie du trésor de la cathédrale de Reims conservé au palais du Tau. 

## L'histoire tumultueuse du reliquaire
Ce reliquaire serait un cadeau du calife Haroun ar-Rachid à Charlemagne lors d'une ambassade de 801. Il aurait fait partie d'un ensemble comprenant les clés du Saint-Sépulcre, le drapeau de Jérusalem, un cor de chasse d'ivoire et un cimeterre damascène.
Le Talisman aurait été trouvé lors de l'exhumation du corps de Charlemagne par l’empereur Frédéric Barberousse le 8 janvier 1166, mais de nombreux doutes subsistent sur cette origine présumée,. Il aurait été alors gardé ensuite dans le trésor d'Aix-la-Chapelle depuis cette époque mais là encore de nombreux doutes existent, car un médaillon contenant les cheveux de la vierge n'est mentionné qu'au XIIe siècle. Le reliquaire ne fut ensuite rattaché à Charlemagne qu'à partir de 1620.
Des reliques comprenant le talisman et un fragment d'os du bras droit de Charlemagne furent offertes à Joséphine de Beauharnais par l'évêque de la ville Monseigneur Berdolet lors de la procession du Corpus Christi, le 9 décembre 1804, afin de remercier Napoléon d'avoir rendu à la cathédrale d'Aix-la-Chapelle les reliques qui lui avaient été confisquées lors de la Révolution française. Elle le donnera par la suite à sa fille Hortense, qui elle-même le transmit à son fils, Louis Napoléon Bonaparte, qui deviendra Napoléon III. À la chute du Second Empire, Eugénie de Montijo, l'épouse de Napoléon III, confia le talisman au docteur Conneau qui le cacha dans un mur de sa maison et le rendit à l'impératrice en Angleterre. Finalement, Eugénie l’offrira au trésor de la cathédrale de Reims en 1919,.

## Description

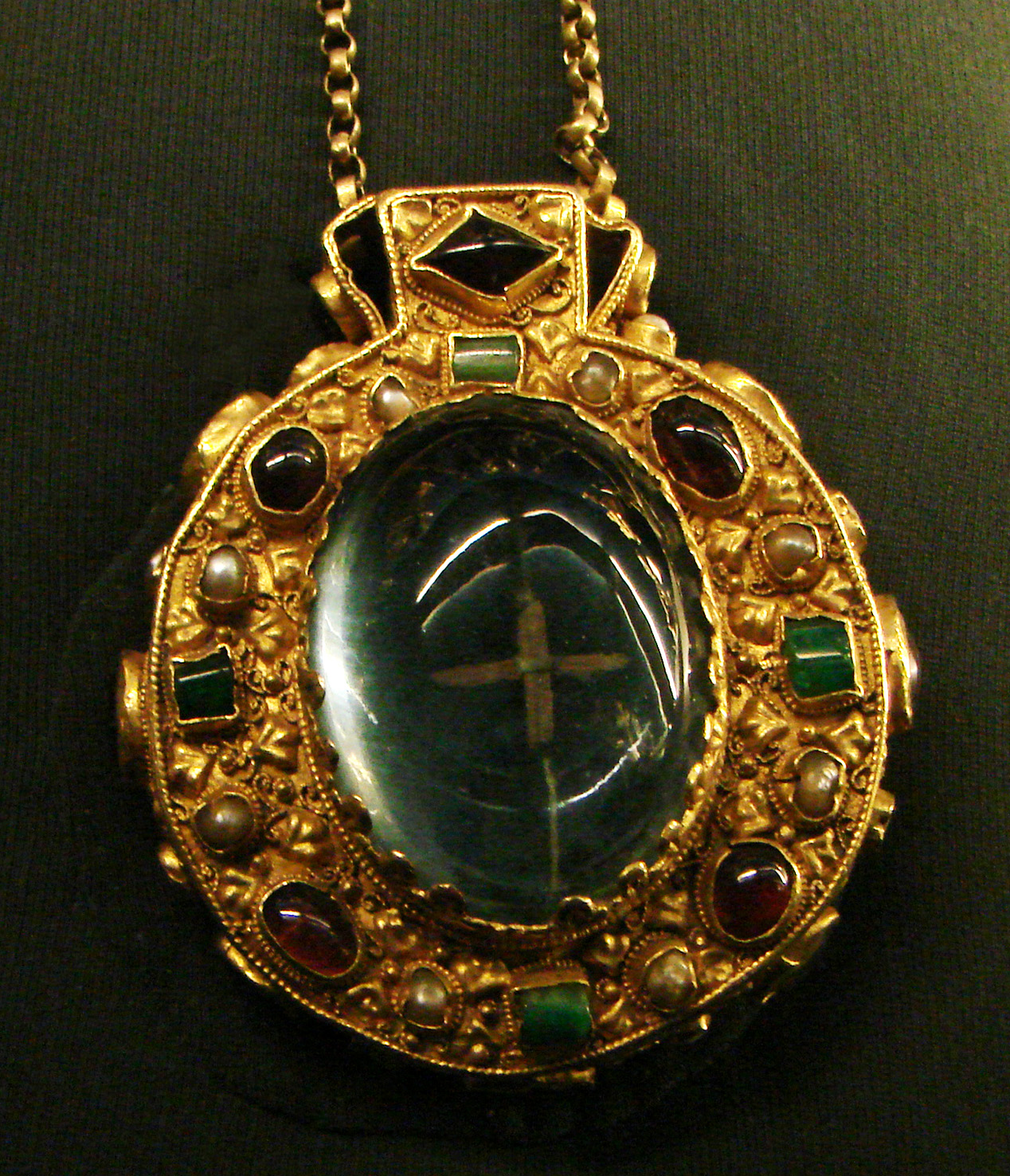
Le talisman du côté du cabochon de verre laissant voir la croix.

Du côté face, un cabochon en verre issu d’une substitution ayant certainement eu lieu au XIXe siècle, à travers lequel une relique de la Vraie Croix est visible en transparence, et de l’autre côté, un saphir d’environ 190 carats, opaque et d’une taille assez grossière . L’or est travaillé en filigranes, en granulations et l’ensemble des pierres précieuses sont montées en bâte. On reconnaît des perles, des grenats et des émeraudes placées aux quatre points cardinaux ornant l’ensemble du bijou sur ses deux faces et sur la tranche. Les gemmes sont polies en cabochons, mettant ainsi plus en évidence leur couleur que leur éclat. La disposition des 53 pierres et perles en fonction de leur forme et de leur couleur est harmonieuse et confère à ce travail une qualité rare pour une œuvre impériale carolingienne.
Selon Jean Taralon, la relique, qui était à l’origine des cheveux et du lait de la Vierge, fut changée en 1804 pour un bout de la croix et la pierre fut substituée après 1870. Néanmoins cette théorie est en contradiction avec l'attestation remise à Napoléon Ier le 23 thermidor an XII par Marc-Antoine Berdolet, évêque d'Aix-la-Chapelle, qui attesta sous peine d'excommunication que « le reliquaire (...) renferme une petite croix faite du bois de la sainte croix, trouvé au cou de saint Charlemagne lorsque son corps a été exhumé de son sépulcre en 1166 », ce qui exclut toute substitution de la relique.
Jean Taralon fait référence à un autre reliquaire contenant les cheveux de la Vierge apparaissant sur une gravure de W. Hollar représentant une partie du trésor d'Aix-la-Chapelle au XVIIe siècle, le talisman de Charlemagne ne faisant pas partie pour sa part de l'inventaire du trésor d'Aix-la-Chapelle.

## Analyses gemmologiques
Deux campagnes (2016 et 2018) d’analyses gemmologiques sur site à l’aide de techniques spectroscopiques ont été menées pour la première fois sous la houlette de Gérard Panczer (professeur à l’université Claude-Bernard-Lyon-I et responsable du diplôme universitaire de Gemmologie), assisté notamment par Geoffray Riondet, expert judiciaire spécialiste en bijoux anciens.
Elles ont notamment permis de déterminer l’origine géographique des pierres de couleurs. Les saphirs ont été extraits des gisements de Ceylan (l’actuel Sri Lanka). Le saphir central, n’ayant subi aucun traitement d’amélioration par chauffage, est donc sans doute un des plus gros saphirs connus avant le XVIIe siècle  en Europe. À l’avers, le cabochon bleuté est un verre dopé au cobalt qui laisse apparaître la relique dite de la Vraie Croix et qui a remplacé une pierre d’origine. La grande majorité des grenats proviennent d’Inde du sud ou du Sri Lanka. Les émeraudes quant à elles ont une signature chimique comparable à celles du Djebel Zabara en Egypte. Une seule émeraude présente les caractéristiques du gisement d’Habachtal en Autriche et est sans doute une des pierres remplacées lors de la restauration du talisman effectuée en 1964.